# Lijst van gouverneurs van Hawaï
Dit is een lijst met gouverneurs van de Amerikaanse staat Hawaï.

Zegel van de staat van Hawaï.

## Territoriale Gouverneurs
| Nr. | Gouverneur         | Termijn          | Termijn          | Partij               |
| Nr. | Gouverneur         | Start            | Einde            | Partij               |
| --- | ------------------ | ---------------- | ---------------- | -------------------- |
| 1   | Sanford Dole       | 14 juni 1900     | 23 november 1903 | Republikeinse Partij |
| 2   | George Carter      | 23 november 1903 | 15 augustus 1907 | Republikeinse Partij |
| 3   | Walter Frear       | 15 augustus 1907 | 30 november 1913 | Republikeinse Partij |
| 4   | Lucius Pinkham     | 30 november 1913 | 22 juni 1918     | Democratische Partij |
| 5   | Charles McCarthy   | 22 juni 1918     | 5 juli 1921      | Democratische Partij |
| 6   | Wallace Farrington | 5 juli 1921      | 6 juli 1929      | Republikeinse Partij |
| 7   | Lawrence Judd      | 6 juli 1929      | 2 maart 1934     | Republikeinse Partij |
| 8   | Joseph Poindexter  | 2 maart 1934     | 24 augustus 1942 | Democratische Partij |
| 9   | Ingram Stainback   | 24 augustus 1942 | 8 mei 1951       | Democratische Partij |
| 10  | Oren Long          | 8 mei 1951       | 28 februari 1953 | Democratische Partij |
| 11  | Samuel Wilder King | 28 februari 1953 | 26 juli 1957     | Republikeinse Partij |
| 12  | William Quinn      | 29 augustus 1957 | 21 augustus 1959 | Republikeinse Partij |

## Gouverneurs van Hawaï (1959–heden)
| Nr. | Gouverneur van Hawaï Governor of Hawaii | Gouverneur van Hawaï Governor of Hawaii | Gouverneur van Hawaï Governor of Hawaii | Ambtstermijn     | Ambtstermijn    | Partij(en) | Verkiezing(en) |
| --- | --------------------------------------- | --------------------------------------- | --------------------------------------- | ---------------- | --------------- | ---------- | -------------- |
| 1   |                                         | William Quinn                           | William Quinn (1919–2006)               | 21 augustus 1959 | 3 december 1962 | R          | 1959           |
| 2   |                                         | John Burns                              | John Burns (1909–1975)                  | 3 december 1962  | 2 december 1974 | D          | 1962           |
| 2   | 1966                                    | John Burns                              | John Burns (1909–1975)                  | 3 december 1962  | 2 december 1974 | D          |                |
| 2   | 1970                                    | John Burns                              | John Burns (1909–1975)                  | 3 december 1962  | 2 december 1974 | D          |                |
| 3   |                                         | George Ariyoshi                         | George Ariyoshi (1926)                  | 2 december 1974  | 1 december 1986 | D          | 1974           |
| 3   | 1978                                    | George Ariyoshi                         | George Ariyoshi (1926)                  | 2 december 1974  | 1 december 1986 | D          |                |
| 3   | 1982                                    | George Ariyoshi                         | George Ariyoshi (1926)                  | 2 december 1974  | 1 december 1986 | D          |                |
| 4   |                                         | John Waihee                             | John Waihee (1946)                      | 1 december 1986  | 5 december 1994 | D          | 1986           |
| 4   | 1990                                    | John Waihee                             | John Waihee (1946)                      | 1 december 1986  | 5 december 1994 | D          |                |
| 5   |                                         | Ben Cayetano                            | Ben Cayetano (1939)                     | 5 december 1994  | 2 december 2002 | D          | 1994           |
| 5   | 1998                                    | Ben Cayetano                            | Ben Cayetano (1939)                     | 5 december 1994  | 2 december 2002 | D          |                |
| 6   |                                         | Linda Lingle                            | Linda Lingle (1953)                     | 2 december 2002  | 6 december 2010 | R          | 2002           |
| 6   | 2006                                    | Linda Lingle                            | Linda Lingle (1953)                     | 2 december 2002  | 6 december 2010 | R          |                |
| 7   |                                         | Neil Abercrombie                        | Neil Abercrombie (1938)                 | 6 december 2010  | 1 december 2014 | D          | 2010           |
| 8   |                                         | David Ige                               | David Ige (1957)                        | 1 december 2014  | 5 december 2022 | D          | 2014           |
| 8   | 2018                                    | David Ige                               | David Ige (1957)                        | 1 december 2014  | 5 december 2022 | D          |                |
| 9   |                                         | Josh Green                              | Josh Green (1970)                       | 5 december 2022  | heden           | D          | 2022           |